# Patrologia Graeca
La Patrologia Graeca o Patrologiae Cursus Completus Series Graeca (en català:«Patrologia grega»). Encara que el títol sigui en llatí, és una col·lecció de textos escrits originalment en grec pels Pares de l'Església i d'altres escriptors. La col·lecció es va editar en 161 volums més un índex addicional, i fou publicada per primera vegada entre 1857 i 1866 per Jacques Paul Migne. De la mateixa manera que la Patrologia Latina, els autors es presenten en ordre cronològic, des dels més antics i fins als contemporanis a la caiguda de Constantinoble.
En les referències bibliogràfiques, la Patrologia Graeca s'abreuja seguint el següent codi: PG, volum, pàgina, columna. Per exemple PG 10,1572B-1602A vol dir: Patrologia Graeca, volum 10, des de la pàgina 1572 columna B fins a la pàgina 1602 columna A.

## Llista de volums
pre-Nicea
PG 1: Climent I,
PG 2: Climent I, Epístola de Bernabé, Hermes, A Diogneto, Testaments anònims dels 12 Patriarques
PG 3-4: Pseudo-Dionís l'Aeropagita (Segles V-VI), Màxim el Confessor (Segle VII) comentari sobre Pseudo-Dionís, Jordi Paquimeres (Segle XIV) comentari sobre Pseudo-Dionís
PG 5: Ignasi d'Antioquia, Policarp, Melitó de Sardes, Pàpies de Hieràpolis, Apol·loni d'Efes, etc.
PG 6: Justí el Màrtir, Tatia, Atenàgores d'Atenes, Teòfil d'Antioquia, Hèrmies el filòsof
PG 7: Ireneu de Lió
PG 8-9: Climent d'Alexandria
PG 10: Gregori Taumaturg, Papa Zeferí, Sext Juli Africà, Papa Urbà I, Hipòlit de Roma, Teognost d'Alexandria, etc.
PG 11-17: Orígenes
PG 18: Metodi de Patara, Alexandre de Licòpolis, Pere I d'Alexandria, Teodor el General, etc.
segle iv
PG 19-24: Eusebi de Cesarea
PG 25-28: Sant Atanasi d'Alexandria
PG 29-32: Basili de Cesarea
PG 33: Ciril de Jerusalem, Apol·linar de Laodicea, Diodor de Tars, Pere II d'Alexandria, Timoteu I d'Alexandria, Isaac l'antic jueu.
PG 34: Macari el Gran i Macari d'Alexandria
PG 35-37: Gregori de Nazianz, Basili bisbe de Cesarea (segle X)
PG 38: Gregori de Nazianz, Cesari de Nazianz
PG 39: Dídim d'Alexandria, Amfíloc d'Iconi, Nectari de Constantinoble
PG 40: Pares Egipcis: Antoni Abat, Pacomi de Tabenna, Serapi de Thmuis, Isaies Abat, Arsisios, Teodor Abat. Altres: Asteri d'Amasia, Nemesi d'Emesa, Jeroni d'Estridó, Serapió d'Antioquia, Filó Carpasi, Evagri del Pont
PG 41-42: Epifani I de Constància
PG 43: Epifani, Nonnos de Panòpolis
PG 44-46: Gregori de Nissa
segle V
PG 47-64: Joan Crisòstom
PG 65: Sever de Gabala, Teòfil d'Alexandria, Pal·ladi d'Helenòpolis, Filostorgi, Àtic de Constantinoble, Procle de Constantinoble, Flavià de Constantinoble, Marc Asceta, Marc Diàdoc, Marc de Gaza
PG 66: Teodor de Mopsuèstia, Sinesi de Cirene, Arseni el Gran
PG 67: Sòcrates Escolàstic i Hèrmies Sozomen
PG 68-76: Ciril I d'Alexandria
PG 77: Ciril d'Alexandria, Teòdot d'Ancira, Pau bisbe d'Emesa, Acaci de Beroea, Joan I d'Antioquia, Memnó bisbe d'Efes, Acaci de Melitene, Rabbulas d'Edessa, Firm bisbe de Cesarea, Amfilòquios de Side
PG 78: Isidor de Pelúsion
PG 79: Nil d'Ancira
PG 80-84: Teodoret de Cir
PG 85: Basili de Selèucia, Eutali, Joan de Kàrpathos, Enees de Gaza, Zacaries Escolàstic, Gelasi de Cízic, Teòtim, Ammoni Saccas, Andreu bisbe de Samòsata, Gennadi I de Constantinoble, Càndid Isàuric, Antípater de Bostra, Dalmaci bisbe de Cízic, Timoteu bisbe de Beirut, Eustaqui bisbe de Beirut.
segle VI
PG 86a: Timoteu de Constantinoble, Joan Maxenci, Teodor Anagnostes, Procopi de Tir, Teodor bisbe de Scythopolis, Timoteu de Jerusalem, Teodosi I d'Alexandria, Eusebi d'Alexandria, Eusebi d'Emesa, Gregenti de Taphar, Epifani I de Constantinoble, Isaac de Nínive, Barsanufi de Gaza, Eustaci monjo, emperador Justinià, Agapit de Constantinoble, Lleonci de Constantinoble
PG 86b: Lleonci de Constantinoble (continuació), Efraïm d'Antioquia, Pau el Silenciari, Eutiqui de Constantinoble, Evagri d'Epifania, Eulogi d'Alexandria, Simeó Estilita el Jove, Zacaries de Jerusalem, Modest de Jerusalem, Anònim del setge de Jerusalem (any 614), Jobius, Erechthius bisbe d'Antioquia de Pisídia, Pere bisbe de Laodicea.
segle VII
PG 87a-87b: Procopi de Gaza
PG 87c: Procopi de Gaza, Joan Mosc, Sofroni de Jerusalem, Alexandre el monjo
PG 88: Cosme Indicopleustes, Constantí el diaca, Joan Clímac, Agàties, Gregori d'Antioquia, Joan IV de Constantinoble, Doroteu de Gaza
PG 89: Anastasi el Sinaïta, Anastasi II d'Antioquia, Anastasi de Sant Eutimi, Anastasi IV patriarca d'Antioquia, Antíoc de Saba
PG 90: Màxim Abat
PG 91: Màxim el Confessor, Talassi Abot, Teodor de Raithu
PG 92: Chronicon Paschale, Jordi de Pisídia
PG 93: Olimpiodor diaca d'Alexandria, Hesiqui, Lleonci de Neàpolis, Lleonci de Damasc
segle viii
PG 94-95: Joan Damascè
PG 96: Joan Damascè, Joan de Nicea, Joan VI de Constantinoble, Joan d'Eubœa
PG 97: Joan Malales, Andreu de Jerusalem, Elies de Creta, Teodor Abucara
PG 98: Germà I de Constantinoble, Cosmas de Maiuma, Gregori II d'Agrigent, Anònim Becuccià, Pantaleó diaca de Constantinoble, Adrià monjo, Epifani diaca de Catània, Pacomi monjo, Filoteu monjo, Patriarch Tarasios de Constantinoble
PG 99: Teodor Estudita
segle ix
PG 100: Nicèfor I de Constantinoble, Esteve diaca de Constantinoble, Gregori de Decàpolis, Cristòfor d'Alexandria, Metodi I de Constantinoble
PG 101-103: Foci
PG 104: Foci, Petrus Siculus, Pere Taumaturg, Bartomeu d'Edessa
PG 105: Nicetes Paflagó, Nicetes Bizantí, Teognost el monjo, Anònim, Josep Himnògraf
segle X
PG 106: Joseppus, Nicèfor Filòsof, Andreu de Cesarea, Archbishop of Cæsarea in Cappadocia, Aretes de Cesarea, Joan Geòmetra, Cosmas Vestitor, Lleó el Patrici, Atanasi bisbe de Corint, anònims autors de treballs menors en grec
PG 107: Lleó VI el Filòsof
PG 108: Teòfanes el Confessor, Autor desconegut, Simeó Metafrastes, Anastasi el Bibliotecari
PG 109: Scriptores post Theophanem (Theophanes Continuatus) (edició de François Combefis)
PG 110: Jordi el Monjo
PG 111: Nicolau el místic, Basili bisbe de Neai Patrai, Basili (el Menor) bisbe de Cesarea, Gregori de Cesarea, Josep Genesi, Moisès Bar-Kepha, Teodor Dafnopata, Nicèfor de Constantinoble, Eutiqui d'Alexandria, Jordi el Monjo
PG 112: Constantí Porfirogenit
PG 113: Constantí Porfirogenit (De Thematibus Orientis et Occidentis Libri Duo , Liber de Administrando Imperio , Delectus Legum Compendiarius Leonis et Constantini , Constantini Porphyrogeniti Novelle Constitutiones , Excerpta de Legationibus), Nicó metanoeite monjo de Creta, Teodosi el Diaca
PG 114-116: Simeó Metafrastes
PG 117: Basili II, Nicèfor II, Lleó Diaca, Hipòlit de Tebes, Joan Georgides monjo, Ignasi el diaca, Nil l'eparca, Cristòfor Protoasecretis, Miquel Hamartolus, Anònim, Suides
PG 118: Ecumeni
PG 119: Ecumeni, diversos autors (patriarques, bisbes, altres) del Jus Canonicum Græco-Romanum
segle XI
PG 120: Anònim autor de la vida de Nil de Rossano, Teodor bisbe d'Iconi, Lleó sacerdot, Lleó el gramàtic, Joan el sacerdot, Epifani de Jerusalem monjo, Aleix I Estudita, Demetri Syncellus bisbe de Cízic, Nicetes Maronita, Miquel Cerulari, Samonas bisbe de Gaza, Lleó d'Ocrida (Bulgària), Nicetes Pectorat, Joan d'Eucaita, Joan VIII Xifilí, Joan diaca de Constantinoble, Simeó Mamantis
PG 121-122: Jordi Cedrè
PG 123-126: Teofilacte d'Ocrida
segle XII
PG 127: Nicèfor Brienni, Constantí Manasses, Nicolau III Gramàtic, Luce VII Abat de Grottaferrata, Nicó monjo de Raithu, Anastasi Arquebisbe de Cesarea, Nicetas Serronius, Jacob monjo de Coccinobafi, Filip Solitari, Job monjo, Grossolanus arquebisbe de Milà, Irene Augusta, Nicèfor III Botaniates, Nicetas de Side
PG 128-130: Eutimi Zigabè
PG 131: Eutimi Zigabè, Anna Comnena
PG 132: Teòfanes Kerameus, Nil Doxapatris, Joan Oxita, Joan II Comnè, Isaac Catòlic de la Magna Armenia
PG 133: Arseni monjo del monestir de Filoteou, Aleix Aristè, Lluc Crisoberges, Teorià Filòsof, Joan Cinnamos, Manuel I Comnè, Aleix I Comnè, Andrònic I Comnè, Teodor Prodrom
PG 134: Joan Zonaràs
PG 135: Joan Zonaràs, Jordi II Xifilí, Isaac II Àngel, Neòfit sacerdot, Joannes Chilas metropolità d'Efes, Nicolau metropolità de Modona, Eustaci de Tessalònica
PG 136: Eustaci de Tessalònica, Antoni Melissa
segle xiii
PG 137-138: Teodor Balsamó
PG 139: Isidor de Kiev, Nicetas de Maroneia metropolità de Tessalònica, Joannes bisbe de Citrus (Pidna), Patriarca Mar d'Alexandria, Joel el Cronografista, Nicetes Coniata
PG 140: Nicetes Coniata, Anònim grec, Miquel Coniata, Teodor bisbe d'Alania, Teodor bisbe d'Andide, Manuel Magne Rector de Constantinoble, Pantaló diaca de Constantinoble, Manuel I de Constantinoble, Germà II de Constantinoble, Miquel Chumnus metropolità de Tessalònica, Teodor I Làscaris, Metodi el monjo, Patriarca Nicèfor II de Constantinoble, Constantí Acropolita, Arseni de Constantinoble, Jordi Acropolita, Nicèfor Chumnus, Papa Alexandre IV, Papa Sixt IV
PG 141: Joan XI de Constantinoble, Constantí Meliteniotes, Jordi Metoquita
PG 142: Jordi II de Xipre, Atanasi Patriarca de Constantinoble, Nicèfor Blemmides
segle xiv
PG 143: Efraemi el cronografista, Teoleptus metropolità de Philadelphia, Jordi Paquimeres
PG 144: Jordi Paquimeres, Teodor Metoquita, Mateu Blastares
PG 145: Mateu Blastares, Thomas Magister, Nicèfor Cal·list Xantopul
PG 146: Nicèfor Cal·list Xantopul
PG 147: Nicèfor Cal·list Xantopul, Cal·list i Ignasi Xanthopuli monjos, Patriarca Cal·list de Constantinoble, Cal·list Telicoudes, Cal·list Catafugiota, Nicèfor monjo, Planudes
PG 148: Nicèfor Gregoràs
PG 149: Nicèfor Gregoràs, Nil Cabasilas metropolità de Tessalònica, Teodor de Melitene Magnæ Ecclesiæ Sakellarios, Georgius Lapitha el xipriota
PG 150: Constantí Harmenopul, Macari Crisocefal metropolità de Filadelfia, Joan XIV de Constantinoble, Teofanes Arquebisbe de Nicea, Nicolau Cabasiles, Gregori Palamàs
PG 151: Gregori Palamàs, Gregorios Acindynos, Barlaam de Seminara (Calàbria)
PG 152: Manuel Calecas, Joannes Ciparissiotes, Mateu Cantacuzè, Cànonsinodial i patriarcal i legislació de diversos patriarques de Constantinoble (Joan Glicàs, Isaïes I de Constantinoble, Joan Caleca, Isidor I de Constantinoble, Cal·list I, Filoteu Cocci)
PG 153: Joan VI Cantacuzè
PG 154: Joan VI Cantacuzè, Filoteus Arquebisbe de Selymbria, Demetri Cidoni, Màxim Crisoberges monjo
segle XV
PG 155: Simeó Arquebisbe de Tessalònica
PG 156: Manuel Crisolores, Joan Canà, Manuel II Paleòleg, Joan Anagnostes, Franza
PG 157: Jordi Codí, Miquel Ducas
PG 158: Miquel Glicàs, Joan diaca d'Adrianòpolis, Isaïes de Xipre, Hilarió el monjo, Joan Argiropul, Josep II de Constantinoble, Job el monjo, Bartolmeu de Jano Ordem Minorum, Nicolau Barbar Patricius Venetus, Anònim ator de la vida de Mehmet II
PG 159: Calcocòndiles d'Atenes, Lleonard de Quios, Isidor de Tessalònica, Josep bisbe de Modona
PG 160: Gregori Mammes, Gennadi II de Constantinoble, Georgios Gemistos Plethon, Matthæus Camariota, Marc d'Efes, Papa Nicolau V
PG 161: Bessarió, Jordi de Trebisonda, Constantí Làscaris, Teodor Gaza, Andronic Cal·list